# 함백산층
함백산층(咸白山層, Hambaeksan formation)은 대한민국 삼척탄전, 강릉탄전, 정선-평창탄전, 영월탄전, 단양탄전에 분포하는 평안 누층군의 퇴적암 지층이다. 함백산에서 이름이 유래되었고 주로 사암으로 구성되며 과거 고방산층 하부에 해당하는 지층이다.

## 개요
대한민국에 분포하는 평안 누층군은 최대 1,400 m의 두께를 가진다. 평안 누층군은 과거 하부로부터 홍점통(→만항층), 사동통(→금천층, 장성층), 고방산통(→함백산층, 도사곡층, 고한층), 녹암통(→동고층)으로 구분하였다. 코다이라(Kodaira, 1924)는 북한 지역의 평남 분지에 분포하는 후기 고생대 퇴적암층을 평안계(system)라고 제안하였고, 카와사키(Kawasaki, 1927)와 타테이와(Tateiwa, 1931)는 평안계를 4개의 통(series; 현재의 층군에 해당) 즉 홍점통, 사동통, 고방산통 그리고 녹암통으로 구분하였다. 남한 지역의 태백산 분지에 분포하는 평안 누층군의 층서는 일본 학자들과 태박산지구지하자원조사단(GICTR, 1962)에 의해 처음으로 북한 지역과 유사한 4개의 통으로 구분되었다. 그러나 분단 이후 북한 지역의 접근이 불가능해졌을 뿐 아니라 평남 분지와 태백산 분지로 대표되는 양 지역 간의 암상 차이 및 대비 문제가 점차 제기되었다. 이에 1969년 정창희는 삼척탄전을 평안 누층군의 표식지로 삼고, 그 층서를 하부에서부터 만항층, 금천층, 장성층, 함백산층, 도사곡층, 고한층, 동고층으로 새로 설정하였다. 그리고 만항층과 금천층을 고목층군, 장성층과 함백산층을 철암층군, 도사곡층, 고한층, 동고층을 황지층군으로 설정하였다. 이들 지층명은 오늘날 대한민국에 분포하는 평안 누층군의 표준 층서로 자리잡아 현재는 대부분의 연구자가 이 명칭을 사용한다. 조선민주주의인민공화국의 평남 분지에 분포하는 평안 누층군은 하부로부터 홍점통, 입석통, 사동통, 고방산통 등으로 분류된다. 현재까지도 북한 지역에서는 사동통의 하부를 후기 석탄기의 입석통으로 분리한 것을 제외하면 같은 층서를 사용하고 있다.
평안 누층군의 지질 계통표와 층서는 다음과 같다. 그간 평안 누층군을 대상으로 이루어진 많은 조사 연구가 석탄 개발을 목적으로 한 바, 평안 누층군의 분포지는 일반적으로 지역명 뒤에 탄전(炭田)이라는 명칭을 붙여 사용한다.
| 지질 시대                      | 지질 시대                    | 지질 시대    | 지역     | 지역       | 지역          | 지역     | 지역     | 지역     | 지역     | 지역     | 지역     |
| 기                             | 세                           | 절           | 삼척탄전 | 강릉탄전   | 정선-평창탄전 | 영월탄전 | 단양탄전 | 보은탄전 | 화순탄전 | 평남분지 | 두만분지 |
| ------------------------------ | ---------------------------- | ------------ | -------- | ---------- | ------------- | -------- | -------- | -------- | -------- | -------- | -------- |
| 중생대 삼첩기 201.3–252.17 Mya | 중세 237–247.2 Mya           | 아니시안     | 동고층   |            | 박지산층      |          | 동고층   |          | -        | 태자원통 |          |
| 중생대 삼첩기 201.3–252.17 Mya | 전세 247.2–252.17 Mya        | 인두안       | 동고층   |            | 상원산층      |          | 동고층   |          | -        | 태자원통 |          |
| 고생대 페름기 252.17–298.9 Mya | 로핑기아 252.17–259.8 Mya    | ch           |          |            |               |          |          |          | -        | 고방산통 | 송상통   |
| 고생대 페름기 252.17–298.9 Mya | 과달루페 259.8–272.3 Mya     | 카피탄       | 고한층   | (언별리층) | 옥갑산층      |          | 고한층   |          |          | 고방산통 | 송상통   |
| 고생대 페름기 252.17–298.9 Mya | 과달루페 259.8–272.3 Mya     | 워디안       | 도사곡층 | 망덕산층   | 옥갑산층      |          | 도사곡층 |          | -        | 고방산통 | 송상통   |
| 고생대 페름기 252.17–298.9 Mya | 과달루페 259.8–272.3 Mya     | 로디안       | 도사곡층 | 망덕산층   | 옥갑산층      |          | 도사곡층 |          | 천운산층 | 고방산통 | 송상통   |
| 고생대 페름기 252.17–298.9 Mya | 시수랄리아 272.3–298.9 Mya   | 쿤쿠리안     | 함백산층 | 함백산층   | 옥갑산층      |          | 함백산층 | 함백산층 | 천운산층 | 고방산통 | 계룡산통 |
| 고생대 페름기 252.17–298.9 Mya | 시수랄리아 272.3–298.9 Mya   | 아르틴스키안 | 장성층   | 장성층     | 장성층        | 미탄층   | 장성층   | 장성층   | 함탄층   | 사동통   | 계룡산통 |
| 고생대 페름기 252.17–298.9 Mya | 시수랄리아 272.3–298.9 Mya   | 사크마리안   |          |            | 밤치층        | 밤치층   |          | 밤치층   |          | 사동통   | 암기통   |
| 고생대 페름기 252.17–298.9 Mya | 시수랄리아 272.3–298.9 Mya   | 아셀리안     |          |            | 밤치층        | 밤치층   |          | 밤치층   | 입석통   |          | 암기통   |
| 고생대 석탄기 252.17–298.9 Mya | 펜실베이니아 298.9–323.2 Mya | 모스크바     | 금천층   | 금천층     | 금천층        | 판교층   | 금천층   |          | 오음리층 | 홍점통   |          |
| 고생대 석탄기 252.17–298.9 Mya | 펜실베이니아 298.9–323.2 Mya | 모스크바     | 만항층   | 만항층     | 만항층        | 요봉층   | 만항층   | 만항층   | 용마산층 | 홍점통   |          |
| 고생대 석탄기 252.17–298.9 Mya | 펜실베이니아 298.9–323.2 Mya | 바시키르     | 만항층   |            | 만항층        | 요봉층   | 만항층   |          | 용마산층 |          |          |

## 삼척탄전과 백운산 향사대

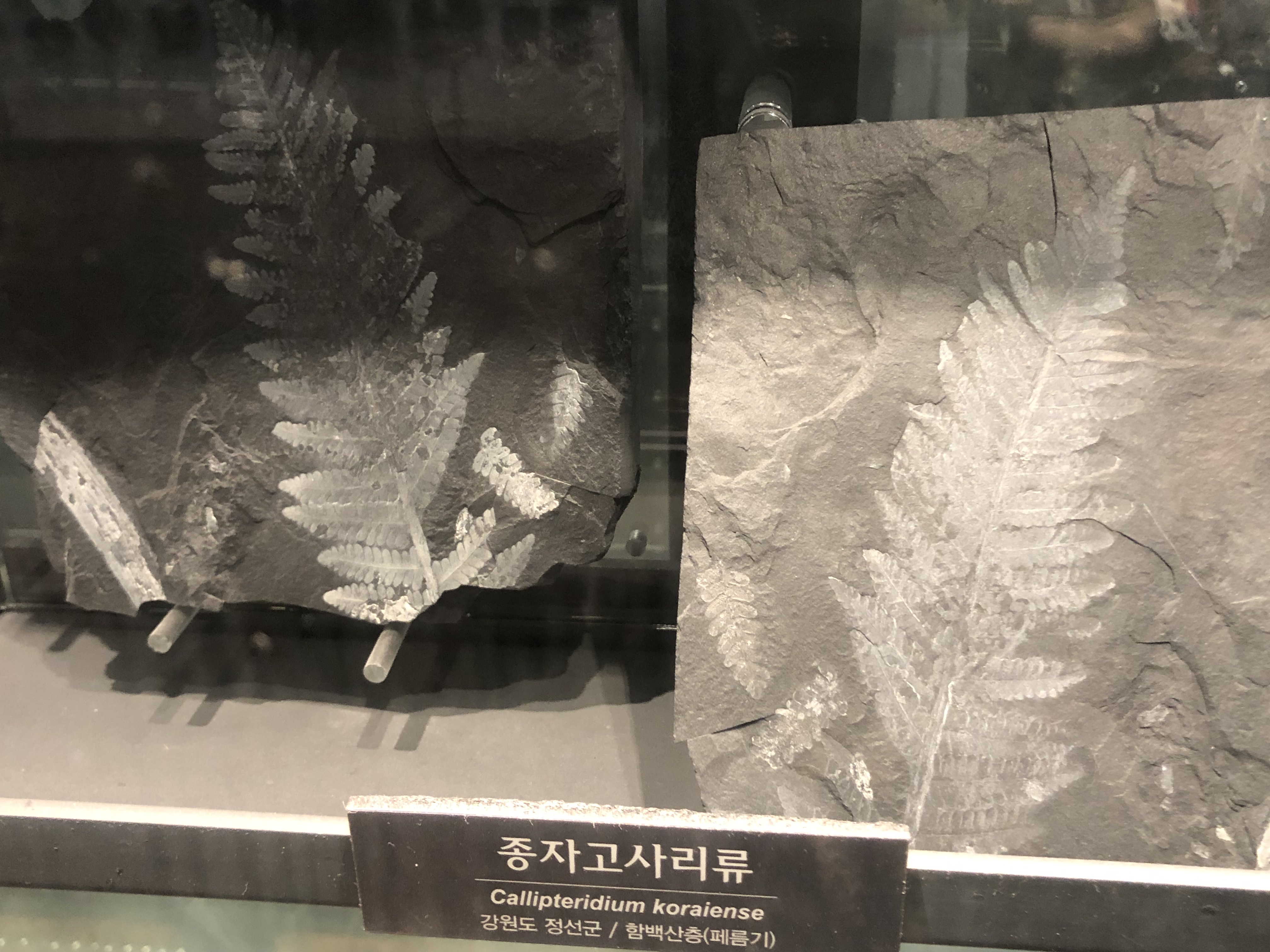
함백산층 종자고사리류 화석 Callipteridium koraiense

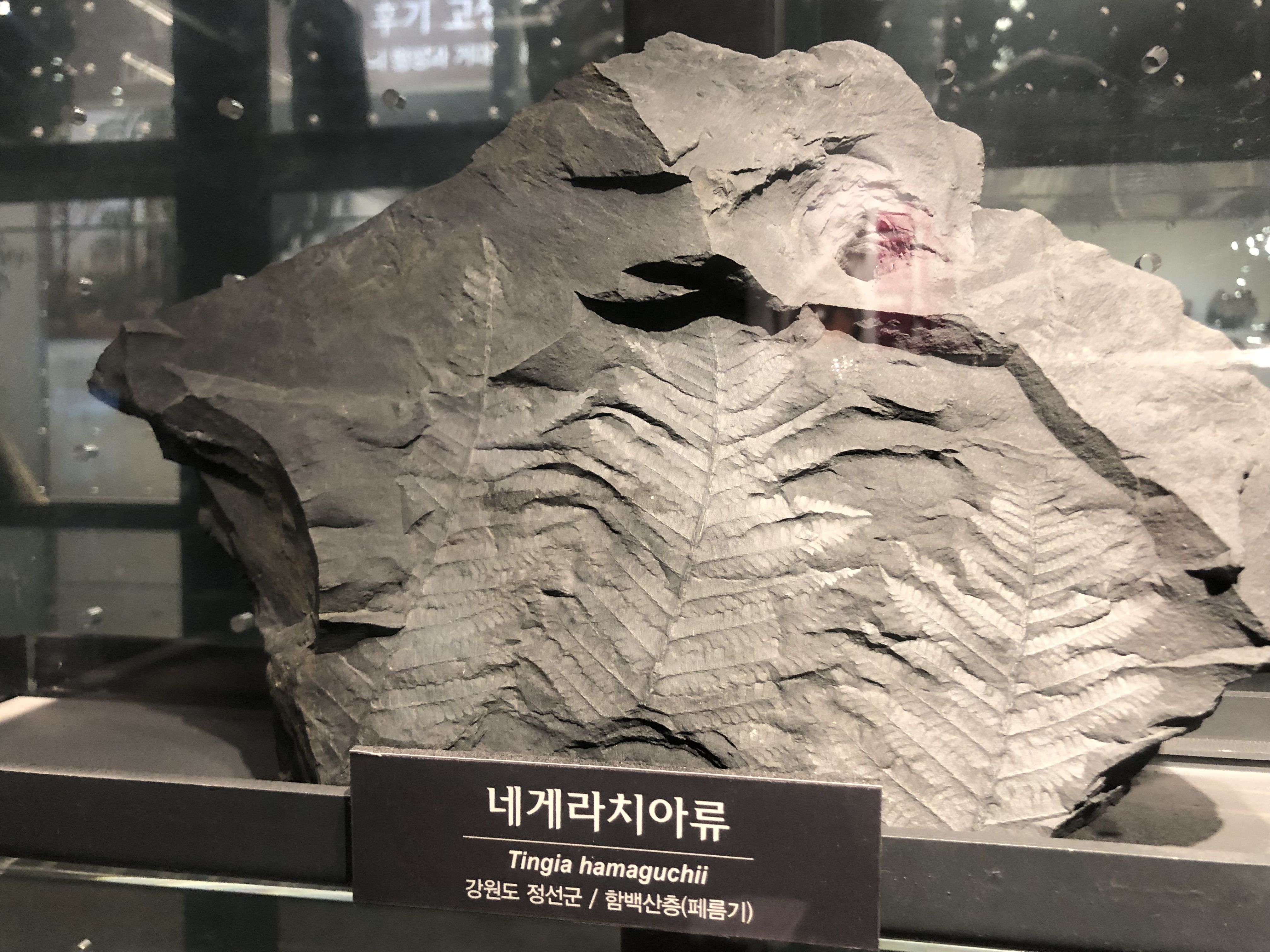
함백산층 네게라치아류 화석 Tingia Hamaguchi

- 삼척-고사리 지질도폭(1962)에 의하면 함백산층은 경동광업소 부근 장성층 상위에 분포하며, 주로 (담)회색의 역질사암 및 조립 내지 중립의 사암과 유백색의 중립 내지 조립질의 사암이 대부분이나 실트암이나 셰일도 소규모 협재한다. 하부의 장성층과는 정합적 관계로 두 지층의 구분은 뚜렷한 암상의 차이로 용이한 편이다.[7]
- 정창희(1969)에 의하면 주로 유백색 사암으로 구성되며 흑색 셰일을 협재한다. 지층의 두께는 장성광산에서 250 m, 도계광산에서 270 m, 백운산 근방에서 350 m이다. 장성층과 함백산층은 대개 정합이나 일부 지역에서 부정합의 관계를 보인다. 부정합의 증거로 기저 역암층이 백운산과 옥동광산 지역에서 각각 20 cm와 10 cm 두께로 나타난다.[3]
- 함백산층은 함백산 주변에 표식적으로 분포하나 장성의 장성층 상위에도 잘 발달한다. 함백산층은 고방산통의 하부에 해당한다. 함백산층은 유백색 규암을 주로 하고 간간히 얇은 층의 흑색 셰일을 협재한다. 이 지층은 250~270 m의 두께를 가지며 본 층 상부에서 발견되는 식물 화석은 페름기를 지시한다.[8]
- 삼척탄전 서부 지역에서의 함백산층은 주로 유백색 내지 담회색 조립사암으로 구성되며 두께 5 m 이하의 흑색 셰일을 수 매 협재한다. 본 층에는 사층리가 많이 발달해 있다.[9]
- 함백산 단층 동부 황지동-장성동 지역에서의 함백산층은 하위의 장성층과 정합적인 관계를 가지며 기저부에는 0.3~1 cm 크기의 역을 함유하는 역암에서 암회색 셰일에 이르기까지 정상적인 점이 층리를 보이며 3회의 윤회층을 보인다. 그 상부에서는 상향 조립화를 보이는 윤회층이 6회 반복된 다음 다시 암회색 셰일층이 발달한다. 이 상위에는 대부분이 점이 층리를 보이며 역암 내지 역질 사암, 중립질 사암, 세립질 사암의 순서이거나 또는 그 상위에 셰일층이 놓이는 순서를 보이다가 본 층의 상한인 암회색 셰일이 분포한 다음에 도사곡층의 최하부 녹회색 셰일과 접한다.[10]
- 전희영(1985, 1987)은 함백산층에서 페름기 쿤구르절(Kungurian)에 속하는 식물화석 Annularia gracilescens Halle, Annularia mucronata Schenk, Annularia sphenophylloides (Zenker) Gutbier, Annularia stellata, Lobatannularia sp. cf. L. lingulata Hall, Lobatannularia sinensis Halle, Calamites suckowii Brongniart, Calamites cistii Brongniart, Calamites sp. 등을 발견했다.[11][12]
- 함백산층은 주로 유백색 내지 회백색 조립 사암으로 구성되며 간간히 흑색 셰일이 협재된다. 이 지층을 구성하는 사암의 95% 이상은 석영으로 구성되며 기질의 양이 적다. 함백산층을 이루는 사암은 풍화에 대한 저항이 강해 높은 절벽이나 능선을 이룬다. 이 지층의 두께는 70 m 내외이다.[13]
- 삼척-고사리도폭 지질보고서(1994)에 의하면 함백산층은 경동광업소 부근 장성층 상위에 분포하며, 주로 담회색 내지 회색의 역질 사암 및 조립 내지 중립의 사암과 유백색의 중립 내지 조립질의 사암이 대부분이나 실트암이나 셰일도 소규모 협재한다. 하부의 장성층과는 정합적 관계로 두 지층의 구분은 뚜렷한 암상의 차이로 용이한 편이다.[7]
- 이현석과 조성권(2006)에 의하면 함백산층의 암상조합은 삼각주가 석호(lagoonal)나 바다 쪽으로 확장되는 환경에서 퇴적된 것이다.

삼척시의 지질
- 상동광산 주변의 지질도. 백운산 향사대의 구조가 잘 드러나 있다.

## 강릉탄전
안인리에서 묵호동에 이르는 동해안 일대와, 대관령 동방 4 km 지역에서부터 강릉 남방 12 km 지점인 만덕봉 부근에까지 이르는 지역은, 석탄이 산출되어 소위 강릉탄전(江陵炭田)으로 불리는 지역이다. 면적 190 km2에 이르는 강릉탄전에는 전국 석탄의 약 5%가 매장된 것으로 알려져 있으며 1980년대 말 약 90개의 탄광이 운영되었으나 석탄산업 합리화 사업으로 모두 폐광되었다.
함백산층(Hambaeksan Formation)은 과거의 고방산층 하부에 해당하며 유백색, (담)회색, 담녹색의 (극)조립사암과 담녹색-(녹)회색 세립사암으로 구성되며 박층의 흑색/암회색 셰일과 사암을 협재한다. 지층의 두께는 약 200 m이다. 강릉시 강동면 심곡리~옥계면 금진리 해안도로를 따라 아래 사진과 같이 함백산층이 드러나 있으며 습곡과 단층, 암맥이 관찰된다.
심곡리-금진리 해안의 평안 누층군 함백산층 노두
- 금진항 (강릉시)의 노두와 이를 관입한 암맥
북위 37° 39′ 06.3″ 동경 129° 02′ 58.1″ / 북위 37.651750°  동경 129.049472°
- 북위 37° 39′ 46.2″ 동경 129° 03′ 20.4″ / 북위 37.662833°  동경 129.055667°
- 북위 37° 39′ 47.8″ 동경 129° 03′ 20.6″ / 북위 37.663278°  동경 129.055722°
- 북위 37° 39′ 48.7″ 동경 129° 03′ 18.1″ / 북위 37.663528°  동경 129.055028°
- 평안 누층군 함백산층의 조립사암층으로 석영맥이 관입하였다.
북위 37° 39′ 47.0″ 동경 129° 03′ 20.0″ / 북위 37.663056°  동경 129.055556°
- 북위 37° 39′ 47.1″ 동경 129° 03′ 19.9″ / 북위 37.663083°  동경 129.055528°
- 북위 37° 39′ 48.6″ 동경 129° 03′ 18.5″ / 북위 37.663500°  동경 129.055139°
- 평안 누층군 함백산층에 형성된 풍화구조로 작은 구멍이 있다.
북위 37° 39′ 48.8″ 동경 129° 03′ 18.4″ / 북위 37.663556°  동경 129.055111°
- 하부 백색층과 상부 암회색층. 서쪽으로 기울어 있다.
북위 37° 39′ 37.3″ 동경 129° 03′ 22.4″ / 북위 37.660361°  동경 129.056222°
- 습곡과 단층 구조로 층리가 변화한다.
북위 37° 39′ 34.8″ 동경 129° 03′ 21.5″ / 북위 37.659667°  동경 129.055972°
- 지층은 서측으로 경사한다.
북위 37° 39′ 35.5″ 동경 129° 03′ 21.5″ / 북위 37.659861°  동경 129.055972°
- 이암과 사암의 호층으로 배사 습곡구조가 형성되어 있다.
북위 37° 39′ 36.8″ 동경 129° 03′ 22.2″ / 북위 37.660222°  동경 129.056167°
- 암회색층 내 단층 구조
북위 37° 39′ 36.5″ 동경 129° 03′ 21.9″ / 북위 37.660139°  동경 129.056083°
- 대규모 향사 습곡 구조
북위 37° 39′ 29.7″ 동경 129° 03′ 22.6″ / 북위 37.658250°  동경 129.056278°
- 함백산층을 관입한 암맥 구조
북위 37° 39′ 30.4″ 동경 129° 03′ 22.3″ / 북위 37.658444°  동경 129.056194°
- 북위 37° 39′ 29.3″ 동경 129° 03′ 22.3″ / 북위 37.658139°  동경 129.056194°
- 사층리
북위 37° 39′ 31.7″ 동경 129° 03′ 23.7″ / 북위 37.658806°  동경 129.056583°
- 북위 37° 39′ 23.1″ 동경 129° 03′ 20.0″ / 북위 37.656417°  동경 129.055556°

## 단양탄전
단양탄전은 충청북도 단양군에 북동-남서 방향으로 발달하며 밑에서부터 만항층, 금천층, 장성층, 함백산층, 도사곡층, 고한층과 동고층으로 구성된다. 만항층은 적색 셰일과 회색 사암이 주를 이루고 석회암을 협재하며, 금천층은 회색 내지 흑색의 셰일~중립사암 및 석회암으로 구성된다. 장성층은 흑색의 셰일~사암으로 수 매의 석탄층을 포함하며, 함백산층은 주되게 밝은 조립사암으로 구성된다. 도사곡층은 녹색 혹은 회색의 사암으로 주로 구성되어 있으며 고한층은 흑색 내지 암회색의 사암 및 셰일이 특징이나 사암은 때로 녹색을 띤다. 동고층은 담록색의 사암과 적색 셰일을 포함한다.
단양 지역에 분포하는 평안 누층군 지층들은 퇴적이후 습곡 작용과 충상단층의 운동을 겪었으며, 대부분의 층리가 북동-남서 방향의 주향과 북서 방향의 경사를 보인다. 습곡축 및 스러스트 단층들은 주로 북동-남서 방향으로 발달되어 있고, 이러한 습곡 및 충상운동은 중생대 송림 변동 및 대보 조산운동과 관련된 것으로 보고되었다.
김항묵(1971)은 단양탄전 지구에 분포된 조선 누층군, 평안 누층군과 대동 누층군에 발달된 사층리와 고수류에 대해 분석하여 단양탄전 지구의 쇄설성 퇴적물의 공급지가 본 지역의 동쪽에 위치한 것으로 나타났으며 평균적인 운반 방향은 295°인 것으로 보고하였다. 함백산층과 황지층군(도사곡층, 고한층, 동고층)의 사층리는 해성 환경을 지시하며 단양탄전의 평안 누층군 퇴적분지가 해양과 연결되었던 것으로 해석된다. 즉 평안 누층군은 만입(灣入) 분지 내 퇴적형이다.
함백산층은 장성층 서편에 장성층과 평행하게 400~800 m의 폭으로 대상(帶狀) 발달하며 종래의 고방산층 분포대와 거의 일치한다. 대부분 담색의 사암으로 구성된 지층이나 규화 작용으로 인해 지금은 규암으로 변하여 있다. 규암층은 풍화에 강해 산 능선부에 분포하며 유백색이고 조립사암을 주로 하나 간혹 두께 2~3 m의 흑색 셰일을 협재한다. 함백산층 기저에서 약 40 m 되는 곳에 석탄층이 발달되는 경우가 있다. 
본 층은 대체로 장성층과 정합적이며 아직 야외에서 부정합을 지시하는 기저 역암층이 발견되지 않았다. 정창희는 삼척탄전의 백운산 산정부 부근에서 규암 원력(圓礫)과 흑색 셰일의 각력을 함유한 역암층이 장성층을 부정합으로 덮는 부분을 보았으나 기타 지역에서는 점이적이어서 부정합을 인정할 수 없었다. 본 지층의 두께는 100~300 m이며 상부는 도사곡층에 의해 정합으로 덮인다.

### 단양 고수동굴
함백산층은 고방산층 하부에 해당하며 고수동굴 부근에서는 고수리 단층 동측에 넓게 분포한다. 고수동굴의 출구는 설미기골에라는 계곡에 있는데 이 설미기골 서측 50 m 이내에 고수리 단층이 있어 고수동굴을 포함한 막동 석회암층은 고현리 단층을 사이에 두고 함백산층과 접하고 있다. 이곳의 함백산층은 고수리 단층 동방 400 m 에 있는 또다른 역단층 '사평리 단층'에 의해 잘린다. 함백산층은 주로 담회색 내지 백색의 조립 사암으로 되어 있다고 하나 사암은 변성되어 규암으로 변해 있다. 이는 아주 단단하며 구성 광물은 거의 모두가 석영 입자이고 입자들 사이는 세립의 석영 입자로 충전되어 있으며 이들 사이는 규산이 침전되어 있다. 고수동굴 주차장에서 수직거리로 50 m 더 높은 곳(해발 200 m)에 있는 동굴 출구에 접하여 함백산층의 노두가 발견되며 동굴 출구 서측에는 막동 석회암층이 드러나 있다. 동굴의 출구는 바로 고현리 단층을 뜷고 나온 것이라고 하여도 좋을 것이다. 
고현리 단층과 사평리 단층 사이의 함백산층은 분포가 이들 단층에 의해 규제되어 폭이 약 400 m, 지층의 두께는 200 m이다. 사평리 단층 동측의 함백산층은 분포의 폭이 최대 600 m, 지층 두께는 250 m이다. 사평리 단층 북단부 동측에는 도사곡층이 함백산층을 덮으며 분포한다. 함백산층의 주향은 남-북~북동 10°, 경사는 서측으로 40~50°이다.

## 같이 보기
- 평안 누층군
- 만항층
- 태백시의 지질
- 정선군의 지질
- 평창군의 지질
- 영월군의 지질
- 단양군의 지질